# まんのう町立満濃中学校
まんのう町立満濃中学校（まんのうちょうりつ まんのうちゅうがっこう）は、香川県仲多度郡まんのう町にある公立中学校。ギャグ漫画家天久聖一や漫画家寺嶋裕二の出身校として有名。

## 学区
まんのう町全域。

## 部活動

### 運動部
サッカー部
水泳部 男女
野球部
ソフトボール部 
ソフトテニス部 男女
バレー部 男女
バスケットボール部 男女
卓球部 男女
剣道部 男女
薙刀部
柔道部

### 文化部
吹奏楽部 男女
美術部 男女
コンピュータ部 男女

## 主な卒業生
- 天久 聖一[1]

- 寺嶋　裕二

## 学区内の主な施設
- まんのう町役場

## 主な学校行事
- 修学旅行
- 体育祭
- 奏風祭

## 学区が隣接している学校
- 三豊市立和光中学校
- 三豊市観音寺市学校組合立三豊中学校
- 三豊市立高瀬中学校
- 琴平町立琴平中学校
- 善通寺市立東中学校
- 丸亀市立南中学校
- 丸亀市立綾歌中学校
- 綾川町立綾川中学校
- 高松市立塩江中学校

以下は徳島県。
- 美馬市立美馬中学校
- 三好市立三野中学校
- 東みよし町立三好中学校